# Lithocarpus silvicolarum
Lithocarpus silvicolarum (Hance) Chun – gatunek roślin z rodziny bukowatych (Fagaceae Dumort.). Występuje naturalnie w północno-wschodnim Wietnamie oraz południowych Chinach (południowo-zachodniej części Guangdong, południowo-zachodnim Kuangsi, na wyspie Hajnan i w południowo-wschodniej części Junnanu). 

## Morfologia
PokrójZimozielone drzewo dorastające do 20 m wysokości.
LiścieBlaszka liściowa jest skórzasta i ma kształt od eliptycznego do odwrotnie jajowato eliptycznego. Mierzy 10–20 cm długości oraz 3,5–6 cm szerokości, jest ząbkowana na brzegu, ma klinową lub zbiegającą po ogonku nasadę i wierzchołek od ostrego do spiczastego. Ogonek liściowy jest nagi i ma 10–15 mm długości.
OwoceOrzechy zwane żołędziami o kulistym kształcie, dorastają do 12–16 mm długości i 20–25 mm średnicy. Osadzone są pojedynczo w miseczkach w kształcie kubka, które mierzą 8–15 mm długości i 20–35 mm średnicy. Orzechy otulone są w miseczkach do połowy ich długości.

## Biologia i ekologia
Rośnie w wiecznie zielonych lasach. Występuje na wysokości do 1200 m n.p.m. Kwitnie od marca do maja, natomiast owoce dojrzewają od lipca do września.